# 2008 (album)
2008 è un album dell'Hardcore punk band udinese Eu's Arse. Inizialmente stampato dalla MCR Company su CD, viene successivamente ristampato in LP dalle etichette Nuclearsunpunk e Fra Il Di E Il Fa.

## Tracce
1. Riflesso del nulla – 2:53
2. Costretto a soffrire – 2:19
3. Chi offre di più – 2:08
4. Ribellati ancora – 3:25
5. Cio che non hanno – 1:06
6. Non smette mai – 2:23
7. Vortice di rassegnazione – 3:31
8. Pioggia di sangue – 1:43
9. Quando la musica morirà – 3:14
10. Eu's Arse – 2:13